# Chris Frantz
Charton Christopher Frantz (Fort Campbell, 8 de maio de 1951), conhecido como Chris Frantz, é um músico estadunidense. Foi baterista das bandas Talking Heads e Tom Tom Club, ambas as quais ele fundou ao lado de sua esposa, a baixista Tina Weymouth. Em 2002, Frantz entrou para o Rock and Roll Hall of Fame como membro do Talking Heads.

## Carreira
Graduado pela Shady Side Academy, de Pittsburgh (Pennsylvania), ele conheceu David Byrne no início do anos setenta na Rhode Island School of Design. Eles fundaram uma banda chamada The Artistics, que seria o embrião dos Talking Heads.
Frantz também convenceu a namorada Tina Weymouth a participar do grupo, tocando contrabaixo. Os dois se casaram em 1977 e têm dois filhos juntos: Egan e Robin. Frantz e Weymouth fundaram ainda o Tom Tom Club em 1980, que manteve os dois ocupados durante os anos de inatividade dos Talking Heads.
Robin Frantz e a mãe Tina Weymouth recentemente fizeram backing vocals e a percussão para o grupo Gorillaz.